# Brunellia trigyna
Brunellia trigyna är en tvåhjärtbladig växtart som beskrevs av José Cuatrecasas. Brunellia trigyna ingår i släktet Brunellia och familjen Brunelliaceae. Inga underarter finns listade i Catalogue of Life.